# 铁琴铜剑楼
铁琴铜剑楼，位于中华人民共和国江苏省苏州市常熟市古里镇铜剑街，为清道光年间古里人瞿绍基的藏书楼，因收藏“铁琴”和“铜剑”而得名，是晚清四大藏书楼之一。藏书楼原有四进，第一进门厅和第二进“恬裕斋”（“敦裕堂”）毁于1937年中日战火，第三、四进藏书楼幸存至今，楼上藏书，建筑占地150平方米。1949年以后，瞿家将藏书捐献与北京图书馆等处。1991年，铁琴铜剑楼纪念馆开馆。2006年6月5日公布为江苏省文物保护单位。2012年，藏书楼进行恢复修缮，同时重建瞿宅大院。